# Metathelypteris fragilis
Metathelypteris fragilis là một loài thực vật có mạch trong họ Thelypteridaceae. Loài này được (Baker) Holttum mô tả khoa học đầu tiên năm 1974.